# (20312) Danahy
(20312) Danahy (1998 FH118) – planetoida z grupy pasa głównego asteroid okrążająca Słońce w ciągu 3,79 lat w średniej odległości 2,43 j.a. Odkryta 31 marca 1998 roku.